# 郑淑娜
郑淑娜（1957年2月—），女，河北丰润人，中华人民共和国官员，全国人大常委会法制工作委员会副主任。

## 生平
郑淑娜是中国共产党党员。曾任全国人大常委会法制工作委员会办公室主任。2013年6月29日，第十二届全国人大常委会第三次会议任命了第四任香港基本法委员会组成人员，郑淑娜任委员。2013年10月25日，第十二届全国人大常委会第五次会议通过，任命郑淑娜为全国人大常委会法制工作委员会副主任。2018年2月24日，当选为第十三届全国人大代表。2018年3月，任全国人大宪法和法律委员会委员。2018年10月25日，中华全国总工会第十七届执行委员会召开第一次全体会议，选举全总十七届执委会主席、副主席和主席团委员，他当选为全总主席团委员。